# 安永の御所騒動
安永の御所騒動（あんえいのごしょそうどう）とは、安永2年（1773年）から翌3年（1774年）にかけて、朝廷の経理・総務実務を行ってきた口向役人の不正が江戸幕府によって摘発された事件である。

## 江戸幕府と朝廷財政
江戸時代の朝廷財政は幕府によって保護された御料からの収入が主体で、不足分は幕府からの取替金と呼ばれる無利子の融資などによる財政支援によって維持されていた。言うなれば、この時代の朝廷財政は幕府財政に強く規定される性質を有していた。このため、江戸幕府としても朝廷財政には無関心というわけには行かず、禁裏附と呼ばれる役人を御所に派遣していた。だが、口向の実務責任者である賄頭（朝廷の地下官人および幕臣からそれぞれ1名ずつで、幕臣側が空席になったために地下官人側がその欠を埋めた時期もあった）やこれを補佐する勘使（定員4名前後）をはじめとする口向の行動をチェックすることは、禁裏附と（幕府派遣の）賄頭1名の計2名の幕臣のみでは困難で、さらにその任免も幕府内の通常の人事異動によってしばしば変更され、かつその人選も経理などの専門知識が考慮されたものではなかった。取替金の可否を決定する京都所司代や取替金の出元となっていた京都代官も口向のことまでは関与できなかった。一方、口向の役人は地下官人による世襲が確立しており、専門知識を備えた人々であった。さらに禁裏以外にも仙洞御所や女院御所にもそれぞれの口向役人が存在した。

## 倹約と支出調査
18世紀に入ると幕府財政も次第に逼迫するようになり、明和8年（1771年）4月に幕府が諸機関に対して倹約を指示すると所司代も取替金の支出には慎重になるとともに、勘定所も倹約への協力を求めるために朝廷財政の支出調査に乗り出すようになった。ところが、その過程で架空購入などの実態のない財政支出が行われて、御料からの物成（貢租）や幕府からの取替金の一部に口向役人による横領の疑惑が浮上した。
そのため、安永2年10月15日（1773年11月28日）、新任の京都西町奉行である山村良旺が幕命を受けて京都に入ると、直ちに地下役人側の賄頭である田村肥後守ら主要な口向役人5名を奉行所に呼びつけて吟味を開始した。また、山村からの連絡を受けた京都所司代土井利里も武家伝奏である広橋兼胤と姉小路公文を役宅に招き入れ、田村らの吟味を伝えるとともに、朝廷に対して5名の解官と揚屋入り（収監）の承諾を要請した。兼胤らは関白近衛内前に事態を報告、内前は所司代には解官は朝廷の責任で行うことを伝えると、その日のうちに朝廷は当事者の解官と位記返上命令を出した。

## 取り調べと処分

### 取り調べ
翌日以降、口向役人数十名の取り調べが行われ、勘定方の役人で唯一上方に常駐していた大坂の銅座担当の中井清太夫を京都に呼び寄せて取調に加えた。さらに御所などに出入りする御用達の商人たちからも事情聴取を行った。その結果、役人たちは帳簿の改竄や横領だけではなく、商人たちからの収賄や幕府が朝廷財政に干渉することへの批判や京都所司代や禁裏附を軽侮する発言をしていた事実などが明るみに出た。

### 処分
これに対して後桃園天皇・後桜町上皇・2名の女院（青綺門院・恭礼門院）は口向役人たちの助命を嘆願するものの、幕府はそれを拒絶。翌年8月26日になって京都所司代から武家伝奏に対して、取調の調査報告及び先の5名の解官後に幕府より暫定的な業務の見直しや綱紀粛正の指示が出されているのに改善の気配がないことも問題視する通告が行われている。翌日、処分内容が発表され、田村肥後守ら賄頭・勘使4名を死罪、勘使・仙洞取次ら5名の遠島を始めとする侍身分（六位以上）の者66人、それ以下の役人（下部）88名の両方合わせて154名が処罰の対象とされたと伝えられているが、細谷篤志の集計によれば、侍身分80名（死罪含め）、下部100名の合計180名が処罰の対象となったとしている。事件後の寛政9年（1797年）に作成された定員案では侍身分169名、下部193名とされているため、事件当時もほぼ同規模とすれば半数近い役人が処分されたことになる。それ以外に御用達の商人145名も処罰され、更に連座対象とされた処分された役人の子弟を含めると全体の処罰者は330名に及ぶ。さらに世襲である京都代官の小堀邦直も謹慎処分とされた。
ただし、幕府側としても口向役人の半数が処罰される事態は想定されていなかったらしく、家名断絶に至ったのは7家に留まり、罪状と比較して処罰を減免されたり、追放処分に付加される家財取上（財産没収）は免除されたりするなどの措置が取られて家名存続の配慮がされた。　　・

### 事件の評価
なお、この事件において天皇や上皇・女院による口向役人の助命要請を幕府が取り合わなかったことから、これを幕府による朝廷への圧迫として朝廷の反発を招き、宝暦事件や尊号一件の遠因となったとする説もあるが、経験豊富な役人を多数失ったことによる朝廷の事務的混乱はあったものの、関白の近衛内前は穏便な処置を希望しつつも幕府の吟味は止むを得ないという考えを一貫して示しており、野宮定晴も言語道断で朝廷の恥であると口向役人を糾弾している。この事件で処分された堂上公卿はおらず、地下官人のみが処罰の対象であったことから、公卿たちは幕府の措置を容認・支持していたと考えられている。

## 朝廷財政の改革
この事件を受けて、幕府では賄頭2名と勘使4名中上位2名は必ず勘定方の幕臣を任じることとし、口向役人の登用・加増は必ず所司代の許可を得ることとした。さらに新規の物品調達に関して禁裏附が関与することや御用達の定数の決定などの朝廷財政の改革が行われた。そして、安永7年（1778年）には既に他の幕府機関では導入されていた定高制が導入され、朝廷に対する年間の取替金の上限が定められて、それは事実上の朝廷財政の上限と同じとされた。しかし、幕府にとってもこの上限が朝廷の活動の縮小を招くものであってはならないというジレンマもあり、事実上目標に留まったために毎年の支出は定高を上回った。松平定信が寛政の改革を始めると、内裏の再建問題もあって、朝廷に厳しい倹約令の励行を求める一方、寛政2年（1790年）には取替金を貸付金から支給金に切り替えて享保以来の取替金の返済を全て免除して定高の範囲内での財政支援を確約する一方で、定高を厳守させ臨時の取替金は認めない方針に変更した（もっとも、朝廷は長年にわたって毎年のように取替金の貸与を受けてきたため、貸付は名ばかりになっていた）。反面、幕府としても天皇や上皇の日常生活に支障を来たす事態に陥ることは回避する必要があり、幕府財政の規律に朝廷財政を従わせることと朝幕関係の維持のバランスに頭を悩ませることになった。